# Tallkrogsvägen

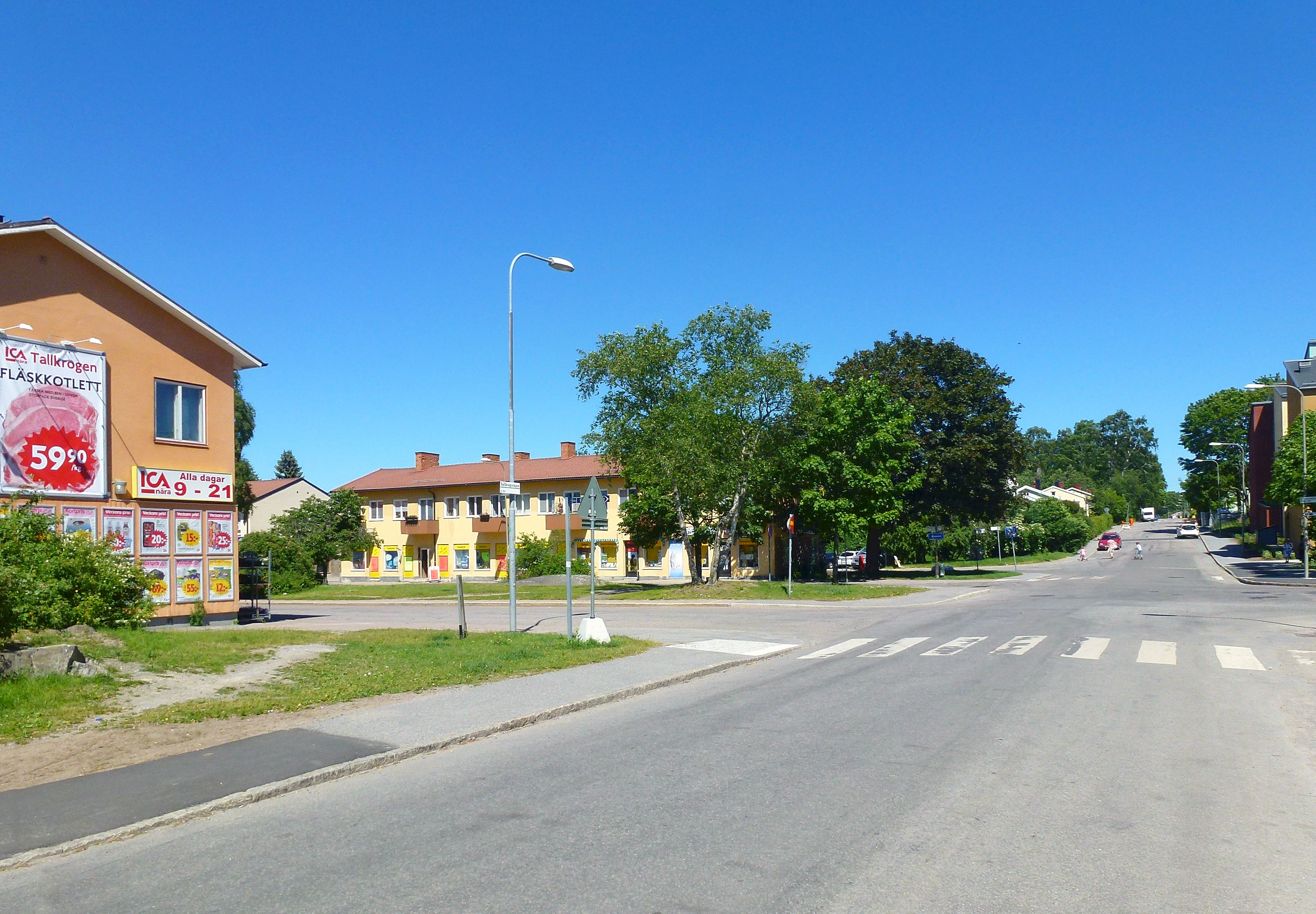
Tallkrogsvägen norrut vid Tallkrogsplan.

Tallkrogsvägen är en lokalgata i stadsdelen Tallkrogen i södra Stockholm. Vägen är uppkallad efter stadsdelen Tallkrogen som i sin tur fick sitt namn efter värdshuset Stora Tallkrogen. 

## Historik

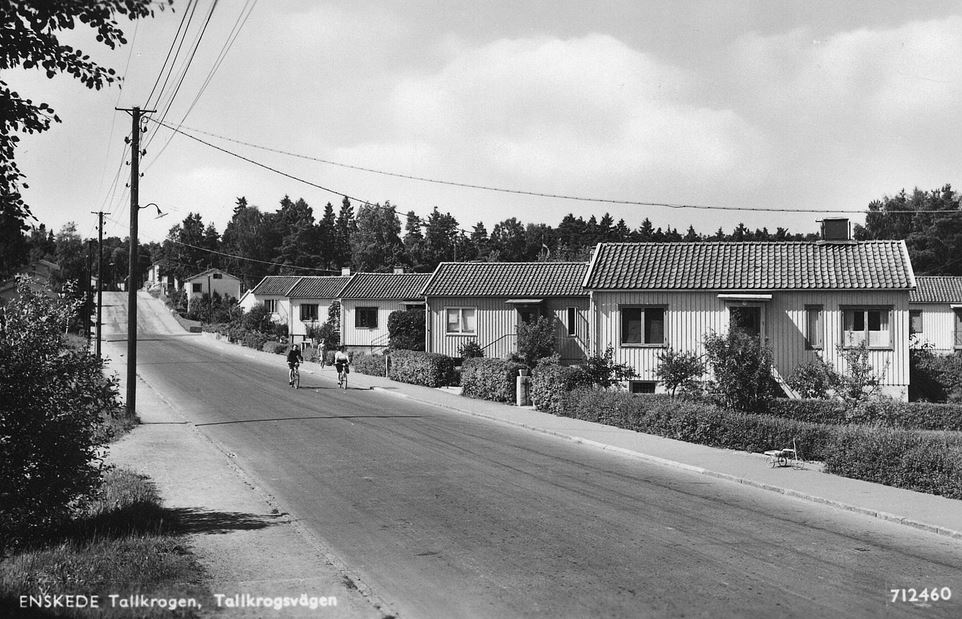
Tallkrogsvägen, 1950-tal.

Tallkrogsvägen stadsplanerades i början av 1930-talet och anlades omkring 1935 då de första småstugorna restes längs vägen. Sitt nuvarande namn fick Tallkrogsvägen 1939. 
Gatan sträcker sig nordväst om Gröna linjens spårområde från Nynäsvägen i norr till Herrhagsvägen i söder. Vid korsningen med Victor Balcks väg och Tallkrogsplan finns ett mindre stadsdelscentrum och  Tallkrogens tunnelbanestation som öppnade den 1 december 1950. Innan dess hade busslinje 75 en hållplats här.
Längs Tallkrogsvägen på ömse sidor om tunnelbanestationen uppfördes åren 2014–2015 sju bostadshus i kvarteren Ribban och Släpet. De innehåller 137 en- och tvårumslägenheter huvudsakligen avsedda som studentbostäder. De flesta lägenheterna är om 1 rum och kök på 26 kvadratmeter och en mindre del är om 2 rum och kök på 40 kvadratmeter. Den nya bebyggelsen nominerades till Årets Stockholmsbyggnad 2016  med motiveringen ”Småskalig funktionalitet som tillför gatumiljön något utöver sin egen närvaro, och som kompletterar området med nya värden samtidigt som den lånar färgskalor från den befintliga småskaliga bebyggelsen. Älskvärt, trevligt, tryggt”.
Längre norrut, med adress Tallkrogsvägen 66, märks Mossens gård som är Tallkrogens äldsta bevarade byggnad från slutet av 1800-talet.

## Bilder

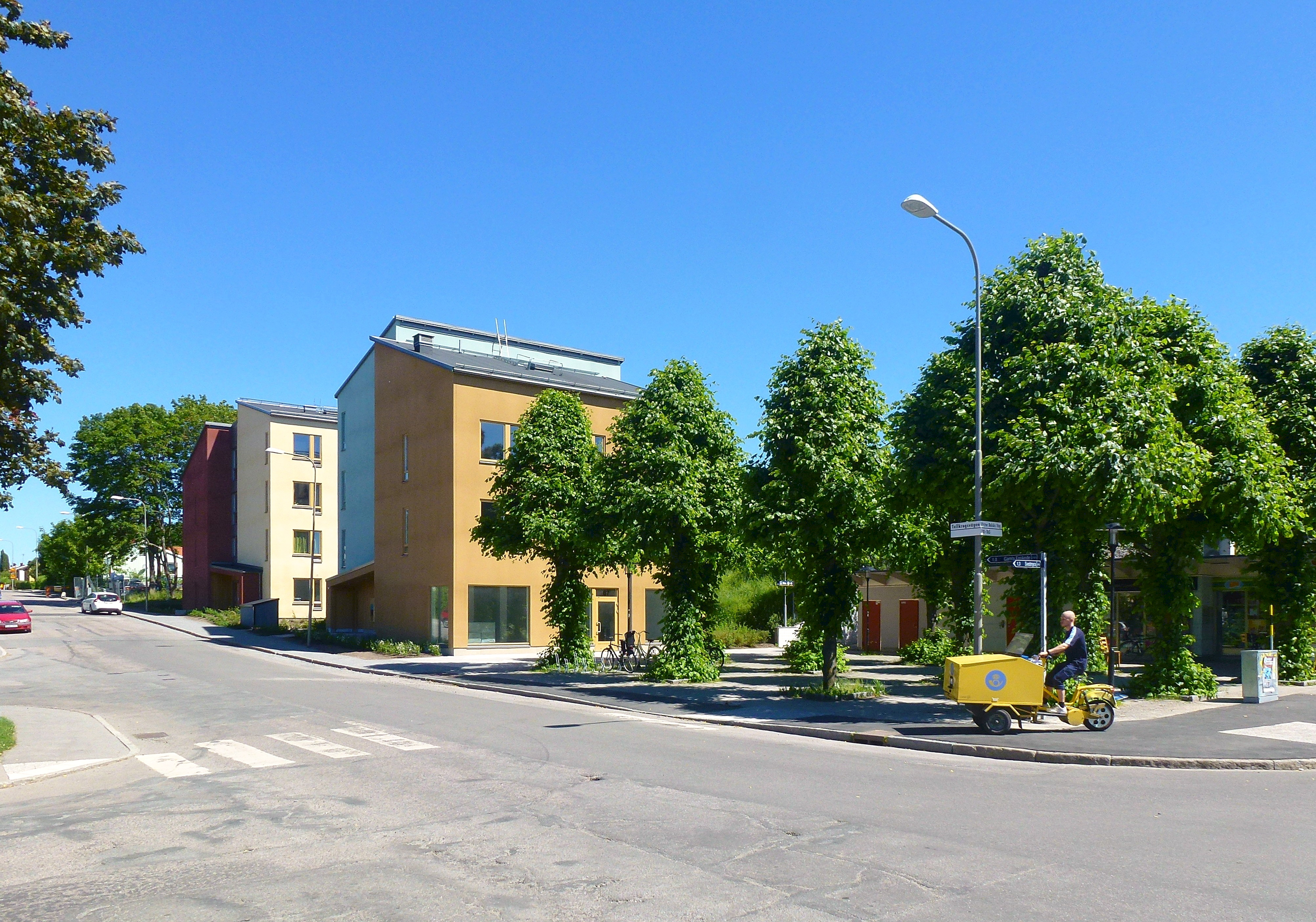
Tallkrogsvägen norrut vid Tallkrogsplan
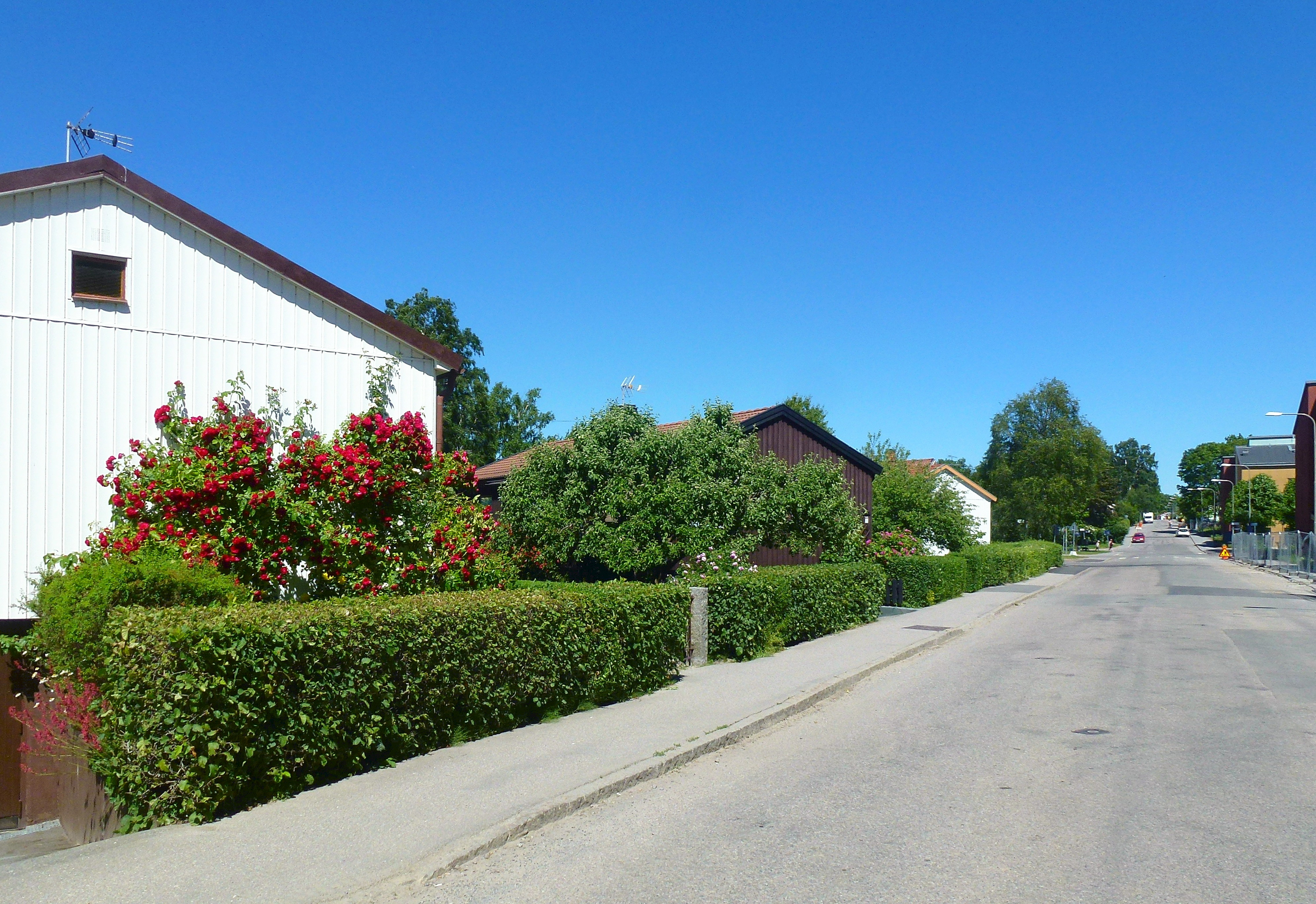
Tallkrogsvägen norrut söder om Tallkrogsplan
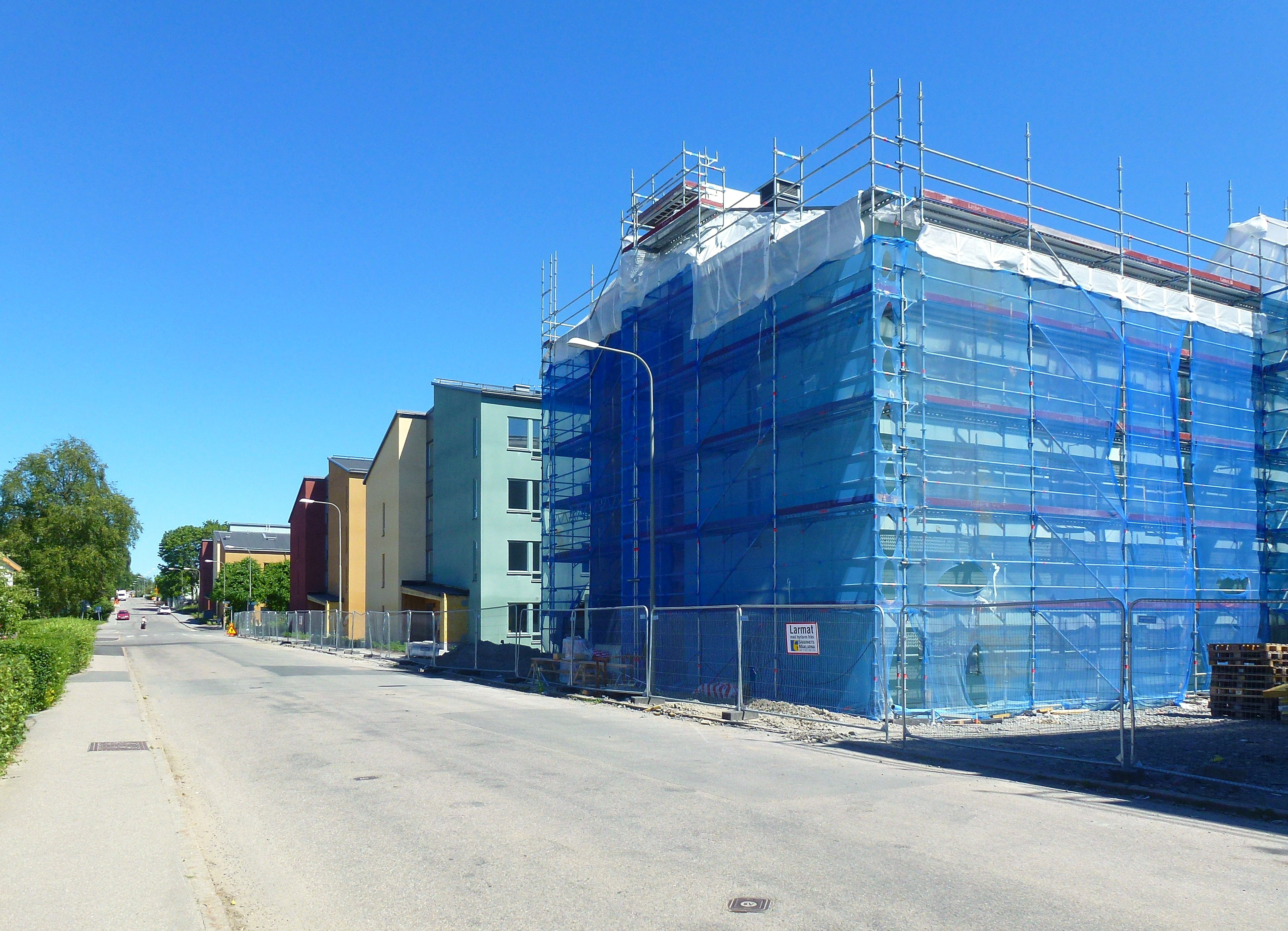
Studentbostäder vid Tallkrogsvägen
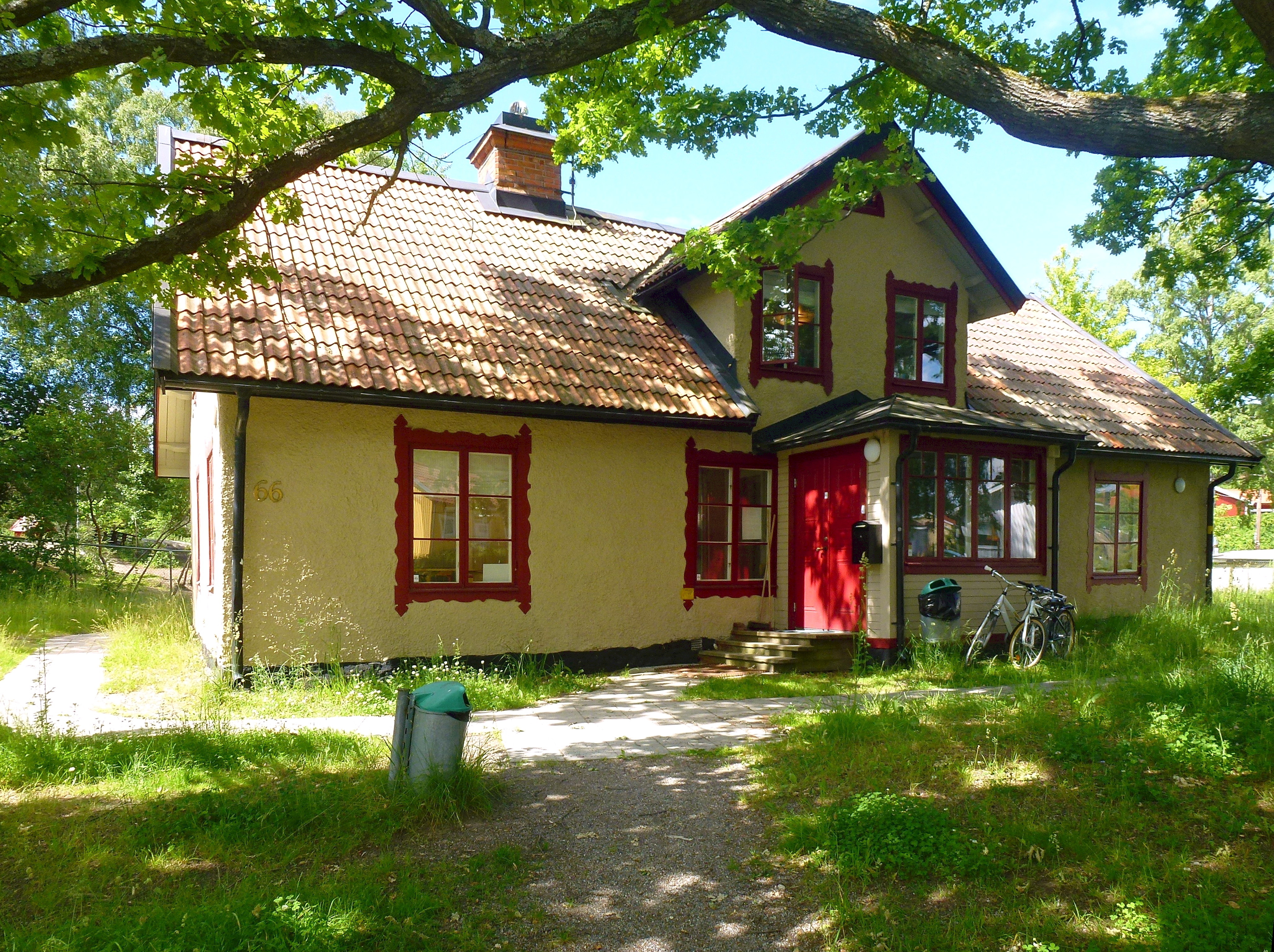
Mossens gård 2015
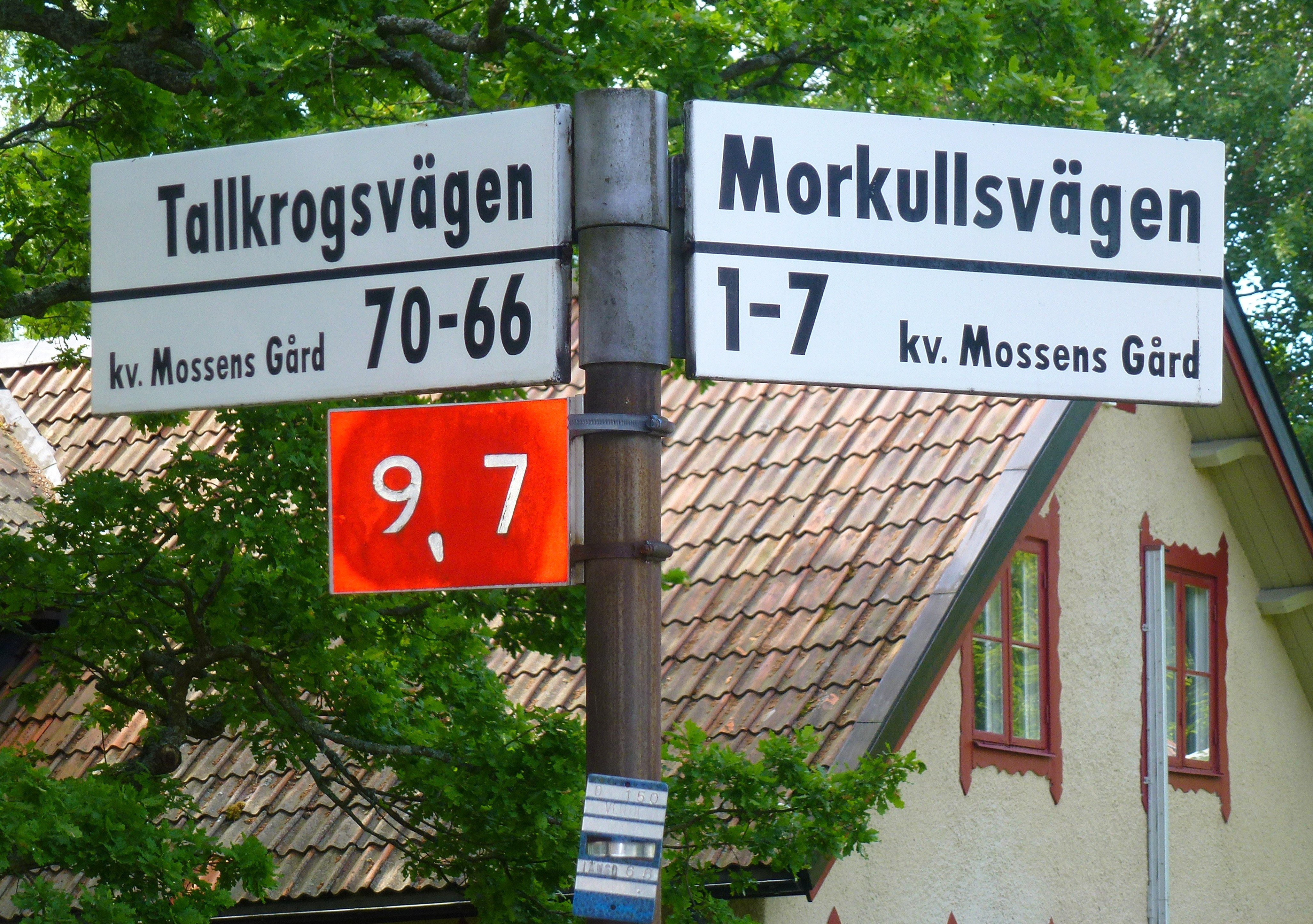
Kvarteret Mossens gård